# Ocell del paradís superb
L'ocell del paradís superb (Lophorina superba) és un ocell de la família dels paradiseids (Paradisaeidae).

## Hàbitat i distribució
Habita boscos, clars i vegetació secundària de les muntanyes de Nova Guinea.

## Taxonomia
Segons la classificació del Congrés Ornitològic Internacional versió 13.1 2023, aquesta espècie són en realitat tres:
- Lophorina superba (sensu stricto). Muntanyes de l'oest, est i nord-est de Nova Guinea.
- Lophorina niedda Mayr, 1930. Montanyes del sud-oest de Nova Guinea.
- Lophorina minor Ramsay, EP, 1885. Sud-est de Nova Guinea